# Andreas Schieder

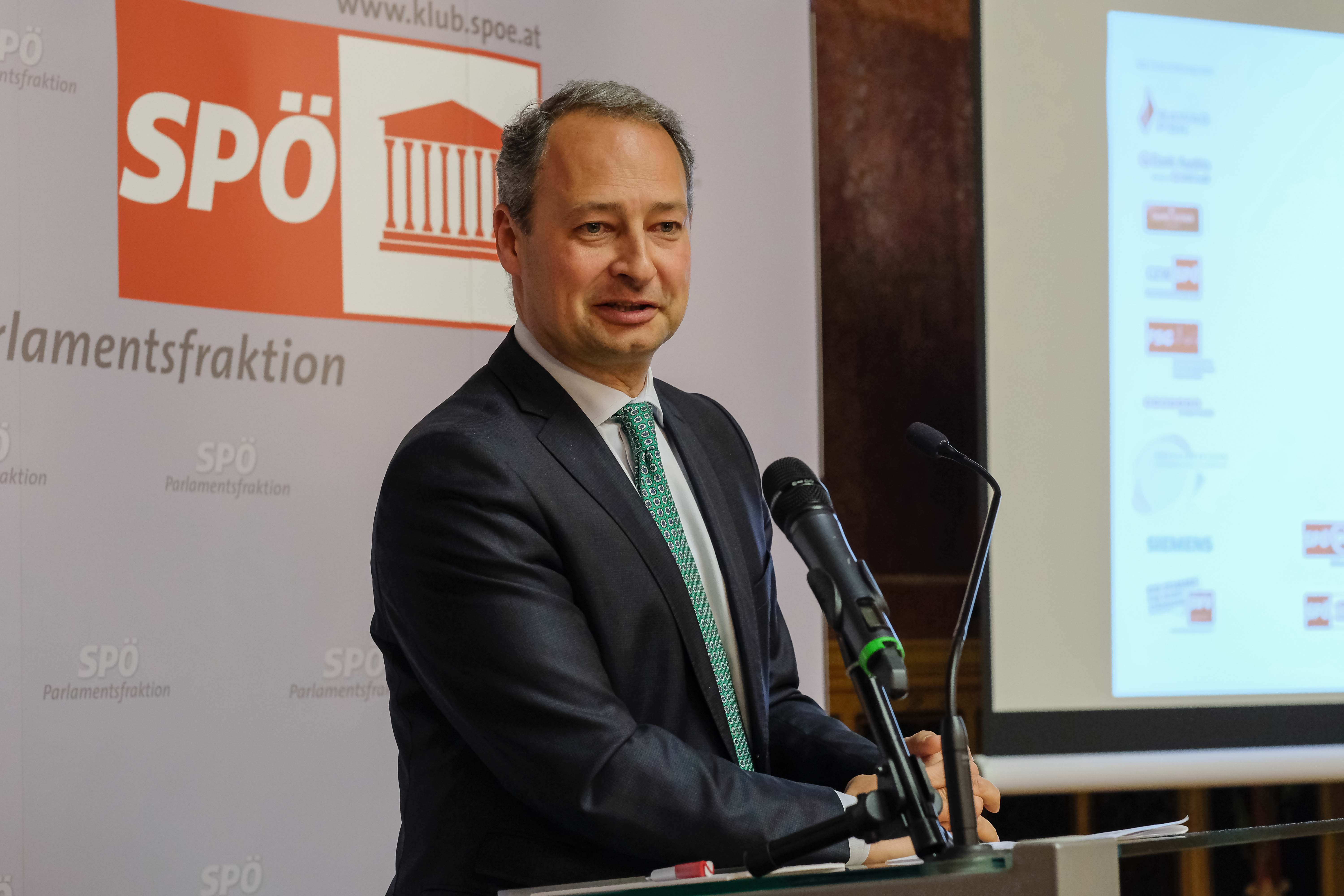
Andreas Schieder (2016)

Andreas Schieder (* 16. April 1969 in Wien) ist ein österreichischer Politiker (SPÖ). Er ist seit 2019 Mitglied des Europäischen Parlaments und Leiter der SPÖ-Delegation im EU-Parlament.
Von 2008 bis 2013 war er Staatssekretär im Bundesministerium für Finanzen. Von 2013 bis 2017 war er SPÖ-Klubobmann im österreichischen Nationalrat, ab November 2017 geschäftsführender Klubobmann. Am 25. September 2018 erklärte Schieder von diesem Amt seinen Rücktritt, war aber bis Juli 2019 weiterhin SPÖ-Nationalratsabgeordneter.

## Herkunft und Ausbildung
Schieders Vater Peter Schieder war bekannter Politiker der SPÖ in Wien.
Schieder besuchte die Volksschule in Hütteldorf und das Bundesrealgymnasium in der Astgasse, beide im 14. Wiener Gemeindebezirk, Penzing, und anschließend das Bundesoberstufenrealgymnasium in der Kundmanngasse im 3. Bezirk. An der Universität Wien absolvierte er ein Volkswirtschaftsstudium, welches er als Magister abschloss.

## Politik
Im Anschluss war er Mitarbeiter der wirtschaftspolitischen Abteilung der Arbeiterkammer Wien. Politisiert durch die Debatte um die Kriegsvergangenheit von Kurt Waldheim trat Schieder der Sozialistischen Jugend Österreich (SJÖ) bei. Er war von 1994 bis 1997 Vizepräsident der Sozialistischen Jugendinternationale (IUSY), Präsident der Europäische Jungsozialistinnen und Jungsozialisten (YES; ehemals ECOSY) von 1997 bis 1999, Bezirksrat in Penzing und von 1997 bis 2006 Abgeordneter zum Wiener Landtag und Gemeinderat. Von 2002 bis 2020 war Schieder als Nachfolger seines Vaters Peter Schieder Bezirksvorsitzender der SPÖ Penzing und seit 2005 Mitglied im Landesparteivorstand der SPÖ Wien. Am 30. Oktober 2006 wurde er als Abgeordneter zum Nationalrat angelobt und wurde außenpolitischer Sprecher seiner Partei. Seit 10. Jänner 2007 ist er Internationaler Sekretär der SPÖ-Bundesorganisation.
Am 1. Juli 2008 wurde er in der Bundesregierung Gusenbauer Nachfolger der Staatssekretärin im Bundeskanzleramt, Heidrun Silhavy, die das Bundesministerium für Frauen, Medien und Regionalpolitik im Bundeskanzleramt übernahm. Er war als Staatssekretär zuständig für den öffentlichen Dienst. Er gehörte auch der am 2. Dezember 2008 angelobten Bundesregierung Faymann I als Staatssekretär im Bundesministerium für Finanzen an.
Schieder war als Staatssekretär auf österreichischer Seite einer der Verhandler um die Zukunft der Hypo Alpe Adria mit den Bayern im Jahr 2009. Die Verhandlungen führten zur Verstaatlichung der Bank. Man verzichtete dabei – gegen den Rat der Beamten – auf Gewährleistungsansprüche.
Am 28. Oktober 2013 wurde Andreas Schieder vom SPÖ-Parlamentsklub zum neuen Klubobmann der SPÖ im Parlament gewählt; – er folgte Josef Cap nach, der nach zwölf Jahren an der Klubspitze diesen Posten abgeben musste.
Im Mai 2014 wurde Schieder einstimmig zum Bundesvorsitzenden der Naturfreunde Österreich gewählt. Im Februar 2016 wurde er zum Sprecher der sozialdemokratischen Klubobleute der EU-Mitgliedstaaten ernannt. Seit dem Bundesparteitag im Juni 2016 ist Schieder auch stellvertretender Bundesparteivorsitzender der Sozialdemokratischen Partei Österreichs.
Am 9. November 2017 wurde der inzwischen zurückgetretene Christian Kern Klubobmann des SPÖ-Parlamentsklubs. Schieder wurde mit dem Amt des geschäftsführenden Klubobmanns betraut.
Mitte November 2017 erklärte Schieder im ORF-Fernsehen, er werde im Jänner 2018 parteiintern für die Nachfolge des abtretenden Wiener Bürgermeisters Michael Häupl kandidieren. Bei einer Kampfabstimmung gegen Michael Ludwig um den Parteivorsitz der SPÖ Wien an einem außerordentlichen Landesparteitag am 27. Jänner 2018 unterlag er seinem Gegenkandidaten mit 43 zu 57 Prozent der Delegiertenstimmen.
Am 25. September 2018 trat Schieder von der Funktion als geschäftsführender Klubobmann der sozialdemokratischen Nationalratsfraktion zurück. Dies stand in Verbindung mit dem Wechsel von Kern zu Pamela Rendi-Wagner im Parteivorsitz der SPÖ.
Im Oktober 2018 wurde Schieder zum nationalen SPÖ-Spitzenkandidaten für die Wahlen zum Europäischen Parlament im Mai 2019 bestimmt. Inhaltlich wollte er sich im Wahlkampf auf die Themen Steuergerechtigkeit, soziale Gerechtigkeit sowie die Fragen des Klima- und Naturschutzes konzentrieren, wie er in einem Interview nach seiner Kür beim SPÖ-Bundesparteitag sagte.
Mit der konstituierenden Sitzung des 9. Europäischen Parlamentes am 2. Juli 2019 zog er als österreichischer Abgeordneter ins Europäische Parlament ein. Sein Nationalratsmandat übernahm Christoph Matznetter. Im Europäischen Parlaments ist Schieder Mitglied des Ausschusses für auswärtige Angelegenheiten sowie Stellvertreter im Ausschuss für Verkehr und Tourismus.
Im Februar 2020 folgte ihm Jürgen Czernohorszky als Vorsitzender der SPÖ Penzing nach, Schieder wurde stellvertretender Vorsitzender.

## Privates
Andreas Schieder hat einen Sohn mit der ehemaligen Wiener SPÖ-Politikerin Sonja Wehsely. Privat engagiert er sich als Funktionär beim SK Rapid Wien sowie als Präsident beim FV Austria XIII. Schieder ist Wanderer, Gesundheitssportler und als Präsident der Naturfreunde Österreich für Natur- und Umweltschutz aktiv.

## Auszeichnungen
- 2011: Großes Silbernes Ehrenzeichen am Bande für Verdienste um die Republik Österreich[16]